# 粉枝柳
粉枝柳（学名：Salix rorida）为杨柳科柳属的植物。分布在日本、朝鲜、俄罗斯以及中国大陆的辽宁、黑龙江、河北、吉林等地，生长于海拔200米至1,800米的地区，多生在林区山地或沿溪边，目前尚未由人工引种栽培。

## 异名
- Salix rorida Laksch. var. oblanceolata Chou et Skv.
- Salix rorida Laksch. var. roridaeformis (Nakai) Ohwi